# Zieria whitei
Zieria whitei är en vinruteväxtart som beskrevs av J.A.Armstr. och Duretto & P.I.Forst.. Zieria whitei ingår i släktet Zieria och familjen vinruteväxter. Inga underarter finns listade i Catalogue of Life.